# UEFA Super Cup 2015
De UEFA Super Cup 2015 was de 40e editie van de UEFA Super Cup. FC Barcelona, winnaar van de UEFA Champions League 2014/15, won na verlengingen met 5-4 van Sevilla FC, de winnaar van de UEFA Europa League 2014/15. De wedstrijd werd gespeeld op 28 augustus 2015 in het Boris Paitsjadzestadion in Tbilisi.

## Voorgeschiedenis
De wedstrijd was een heruitgave van de UEFA Super Cup 2006. Toen won Sevilla met 3-0 van Barcelona. Het was ook het tweede jaar op rij dat er twee Spaanse teams om de trofee strijden. In 2014 verloor Sevilla met 2-0 van Real Madrid.

## Teams
| Team         | Kwalificatie                           | Datum kwalificatie | Vorige deelname(s)                             |
| ------------ | -------------------------------------- | ------------------ | ---------------------------------------------- |
| FC Barcelona | Winnaars UEFA Champions League 2014/15 | 6 juni 2015        | 1979, 1982, 1989, 1992, 1997, 2006, 2009, 2011 |
| Sevilla FC   | Winnaars UEFA Europa League 2014/15    | 27 mei 2015        | 2006, 2007, 2014                               |

## Wedstrijd

### Wedstrijddetails
|                        |                                                 |              |                                                        |                                                                                                  |
| 28 augustus 2015 20:45 | FC Barcelona                                    | 5 – 4 (n.v.) | Sevilla FC                                             | Boris Paitsjadzestadion, Tbilisi Toeschouwers: 54.000 Scheidsrechter: William Collum (Schotland) |
| 28 augustus 2015 20:45 | Messi 7', 16' Rafinha 44' Suárez 52' Pedro 115' |              | 3' Banega 57' Reyes 72' (pen.) Gameiro 81' Konopljanka | Boris Paitsjadzestadion, Tbilisi Toeschouwers: 54.000 Scheidsrechter: William Collum (Schotland) |

| Barcelona | Sevilla |

| FC Barcelona:  |    |                       |         |
|                |    |                       |         |
| GK             | 1  | Marc-André ter Stegen |         |
| RB             | 6  | Daniel Alves          | 120'    |
| CB             | 3  | Gerard Piqué          |         |
| CB             | 14 | Javier Mascherano     | 93'     |
| LB             | 24 | Jérémy Mathieu        | 71'     |
| DM             | 5  | Sergio Busquets       | 117'    |
| CM             | 4  | Ivan Rakitić          |         |
| CM             | 8  | Andrés Iniesta        | 63'     |
| RW             | 10 | Lionel Messi          |         |
| CF             | 9  | Luis Suárez           |         |
| LW             | 12 | Rafinha               | 78'     |
| Wisselspelers: |    |                       |         |
| FW             | 7  | Pedro                 | 93' 94' |
| GK             | 13 | Claudio Bravo         |         |
| DF             | 15 | Marc Bartra           | 78'     |
| MF             | 20 | Sergi Roberto         | 63'     |
| DF             | 21 | Adriano               |         |
| FW             | 29 | Sandro Ramírez        |         |
| FW             | 31 | Munir El Haddadi      |         |
| Coach:         |    |                       |         |
| Luis Enrique   |    |                       |         |

| Sevilla FC:    |    |                     |         |
|                |    |                     |         |
| GK             | 13 | Beto                |         |
| RB             | 23 | Coke                |         |
| CB             | 3  | Adil Rami           |         |
| CB             | 4  | Grzegorz Krychowiak | 14'     |
| LB             | 2  | Benoît Trémoulinas  |         |
| CM             | 7  | Michael Krohn-Dehli | 120'    |
| CM             | 19 | Éver Banega         | 90+2'   |
| RW             | 10 | José Antonio Reyes  | 68'     |
| AM             | 8  | Vicente Iborra      | 80'     |
| LW             | 20 | Vitolo              |         |
| CF             | 9  | Kévin Gameiro       | 80'     |
| Wisselspelers: |    |                     |         |
| GK             | 1  | Sergio Rico         |         |
| FW             | 11 | Ciro Immobile       | 80' 92' |
| MF             | 12 | Gaël Kakuta         |         |
| MF             | 16 | Luismi              |         |
| MF             | 17 | Denis Suárez        |         |
| MF             | 22 | Jevhen Konopljanka  | 68'     |
| DF             | 25 | Mariano             | 80'     |
| Coach:         |    |                     |         |
| Unai Emery     |    |                     |         |

1972 · 1973 · 1974 · 1975 · 1976 · 1977 · 1978 · 1979 · 1980 · 1981 · 1982 · 1983 · 1984 · 1985 · 1986 · 1987 · 1988 · 1989 · 1990 · 1991 · 1992 · 1993 · 1994 · 1995 · 1996 · 1997 · 1998 · 1999 · 2000 · 2001 · 2002 · 2003 · 2004 · 2005 · 2006 · 2007 · 2008 · 2009 · 2010 · 2011 · 2012 · 2013 · 2014 · 2015 · 2016 · 2017 · 2018 · 2019 · 2020 · 2021 · 2022 · 2023 · 2024